# Långsjön (Holmöns socken, Västerbotten)
Långsjön är en sjö i Umeå kommun i Västerbotten och ingår i Dalkarlsån-Sävaråns kustområde.